# 天才リトル
『天才リトル』（てんさいリトル）は、フジテレビで不定期放送されていたバラエティ番組である。関西テレビでもフジテレビとは異なる日時に放送されていた。

## 概要
有吉弘行、劇団ひとり、ビビる大木の同期三人は、お笑い界の最高峰『BIG3』、ミドル世代芸人の『ミドル3』に対して、次世代お笑い界を担う『リトル3』と呼称される。この三人が良く考えたらスゴい天才、ある意味『小さな天才・天才リトル』をVTRで紹介する。
椅子・コップ等の小道具が大きく作られ、三人が小さく（リトル）に見えるセットで3ショットトークが展開する。

## 出演者
- MC：有吉弘行、劇団ひとり、ビビる大木
- 進行：佐々木恭子

## 放送リスト
放送日と放送時間はフジテレビでのデータを記載。

### 天才リトル
| 回 | 放送日                     | 放送時間                   | 備考                           |
| -- | -------------------------- | -------------------------- | ------------------------------ |
| #1 | 2013年6月15日（14日深夜）  | 土曜 1:05 - 2:05 （60分）  | 『ゴールデンブレイク』枠で放送 |
| #2 | 2013年10月14日（13日深夜） | 月曜 0:50 - 2:20 （90分）  |                                |
| #3 | 2014年3月31日（30日深夜）  | 月曜 0:25 - 2:25 （120分） |                                |

### 有＆省吾＆淳のリトルハッピーライフ
| 回 | 放送日                    | 放送時間                  |
| -- | ------------------------- | ------------------------- |
| #1 | 2017年8月20日（19日深夜） | 日曜 2:20 - 3:50 （90分） |

## スタッフ

### 有＆省吾＆淳のリトルハッピーライフ
- 企画：清水泰貴（フジテレビ）
- ナレーター：前田綾香
- 構成：板坂尚、近藤雄亮、河野有、小林知之
- TP：高瀬義美
- SW：岩田一己
- CAM：上田軌行
- VE：齋藤雄一
- MIX：江川祐
- LD：熊谷宗洋
- 美術P：橋本昌和
- デザイン：斎田崇史（フジテレビ）
- 大道具：内海靖之
- アクリル：松本健
- 生花装飾：荒川直史
- 編集：三浦夏
- MA：梅澤康二
- 音効：小堀一
- TK：根本真奈美
- リサーチ：湯原圭介、鎌田明
- 協力：ニューテレス、千代田ビデオ、フジアール、ザ・チューブ、OKK、ニューズクリエイト
- 撮影協力：ラウンドワン、袖ケ浦市役所
- 衣装協力：永島服飾
- AD：平山泰生
- ディレクター：但木洋光、岡本健吾、中島義天
- 演出：木村亮
- プロデューサー：藤代賢二、小笠原耕介
- 制作協力：スマイトピクチャーズ合同会社
- 制作著作：フジテレビ

### 過去のスタッフ
- ナレーター：三村ロンド、牧原俊幸（フジテレビ）、帆世雄一（第2・3回）
- 構成：大平尚志、吉田聡
- リサーチ：山岸悠也（第2回）、棚引孝志（第3回）
- TD：藤田勝巳（第1 - 3回）
- SW：先崎聡（第1・2回）、片平哲也（第2回）、浜島一雄（第3回）
- 撮影→CAM：今井健一（第1回）、若林茂人（第1 - 3回）
- VE：畑本文雄（第2回）、富澤貴啓（第3回）
- AUD：山田公次郎（第1回）、渋谷裕之（第2回）、小幡一綱（第2回）、石原雄一（第3回）
- 照明→LD：矢田雄一郎（第1・2回）、野崎政克（第3回）
- マルチ：大高貢（第1 - 3回）
- 編集：萩原誠（第1回）、御代田祥一（第2回）、土屋英明、漁野智仁（第3回）
- MA：石田雅一（第1回）、篠原正宏（第2回）、日吉寛（第3回）
- CG：桜井克也（第1 - 3回）
- スチール：オガワブンゴ（第3回）
- 音効：矢部公英（第1 - 3回）
- デザイン：棈木陽次（フジテレビ）
- 美術制作：内藤佳奈子（第1 - 3回）
- 美術進行：小林大輔（第1回）、椛田学（第2・3回）
- 大道具：浅見大（第1 - 3回）
- 大道具操作：那須野清（第1 - 3回）
- アクリル装飾：石橋誉礼（第1 - 3回）
- 電飾：森智（第1回）、佐藤信二（第2・3回）
- アートフレーム：菅沼和海（第1回）
- メイク：久保田裕子（第1回）、水落万里子（第2回）、岡田美喜子（第3回）
- 衣装協力：923 DEGIGN（第1回）、BOYCOTT（第2回）、DKNY（第3回）
- 資料提供：徳間書店 アサヒ芸能（第1回）
- 広報：鈴木良子（フジテレビ）
- IT担当：飯田智之（フジテレビ）、新井清志（フジテレビ）
- CG担当：道上智成（フジテレビ）、高沼奈美子（フジテレビ）
- 協力：fmt（旧:八峯テレビ、FLT）、フジアール、RAFT、ふなや、ACC・CM情報センター、Media City
- AP：小塚裕太郎（第1回）
- AD：水野瑞穂（第1・2回）、室永茉里絵（第1回）、松崎能也（第2回）、勝見拓也（第3回）、福田美乃里（第3回）、平山瑠菜（第3回）
- PM：犬塚裕美（第2回までAD担当）
- AP：市川悟（第1 - 3回）
- FD：岡本光弘（第1 - 3回）
- ディレクター：金澤忠延、小柴享之、堀田大輔（第1 - 3回）
- 演出：澤田親宏（第1 - 3回）
- プロデューサー：織田実（FCC、第1 - 3回）
- 制作協力：FCC（第1 - 3回）